# Municipio de Ulster (Pensilvania)
El municipio de Ulster (en inglés: Ulster Township) es un municipio ubicado en el condado de Bradford en el estado estadounidense de Pensilvania. En el año 2000 tenía una población de 1.340 habitantes y una densidad poblacional de 27.3 personas por km².

## Geografía
El municipio de Ulster se encuentra ubicado en las coordenadas 41°50′51″N 76°32′05″O / 41.84750, -76.53472.

## Demografía
Según la Oficina del Censo en 2000 los ingresos medios por hogar en la localidad eran de $38,281 y los ingresos medios por familia eran $41,522. Los hombres tenían unos ingresos medios de $34,875 frente a los $26,250 para las mujeres. La renta per cápita para la localidad era de $16,411. Alrededor del 8,1% de la población estaban por debajo del umbral de pobreza.